# انتحار شنقا

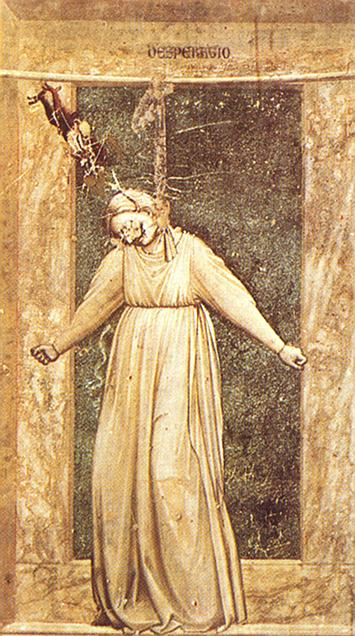
اليأس (1305-1306), لوحة للرسام الإيطالي جوتو دي بوندوني.

الانتحار شنقا هو نوع من الانتحار عن طريق اختناق. حيث يقدم الشخص على استعمال حبل (أو كابل وأي شيء آخر مشابه) ليشنق نفسه. يقدمه أحد الباحثين على أنه من أنواع الانتحار الأكثر فعالية لتجاوز نسبة نجاحه 70%
وقد تبين من دراسة الوضع في 56 دولة أن الشنق هو الأسلوب الأكثر شيوعًا في معظم البلدان، وهو يمثل 53% من حالات الانتحار لدى الذكور و39% من حالات الانتحار لدى الإناث.